# Pirații ghețurilor
Pirații ghețurilor (titlu original: The Ice Pirates) este un film american SF de comedie din 1984 regizat de Stewart Raffill (care a scris scenariul filmului Krull împreună cu autorul Stanford Sherman). În rolurile principale joacă actorii Anjelica Huston, Ron Perlman, Bruce Vilanch, John Carradine și fostul jucător de fotbal american John Matuszak.

## Prezentare
Filmul are loc într-un viitor îndepărtat în care apa este raționalizată fiind foarte greu de găsit și este considerată o substanță extrem de valoroasă, atât ca marfă cât și ca monedă formată din cuburi de gheață.

## Distribuție
- Robert Urich - Jason
- Mary Crosby - Prințesa Karina
- Michael D. Roberts - Roscoe
- Anjelica Huston - Maida
- Ron Perlman - Zeno
- Bruce Vilanch - Wendon
- John Carradine - Comandantul Suprem
- John Matuszak - Killjoy
- Ian Abercrombie - Hymie
- Alan Caillou - Contele Paisley